# Monjayaki

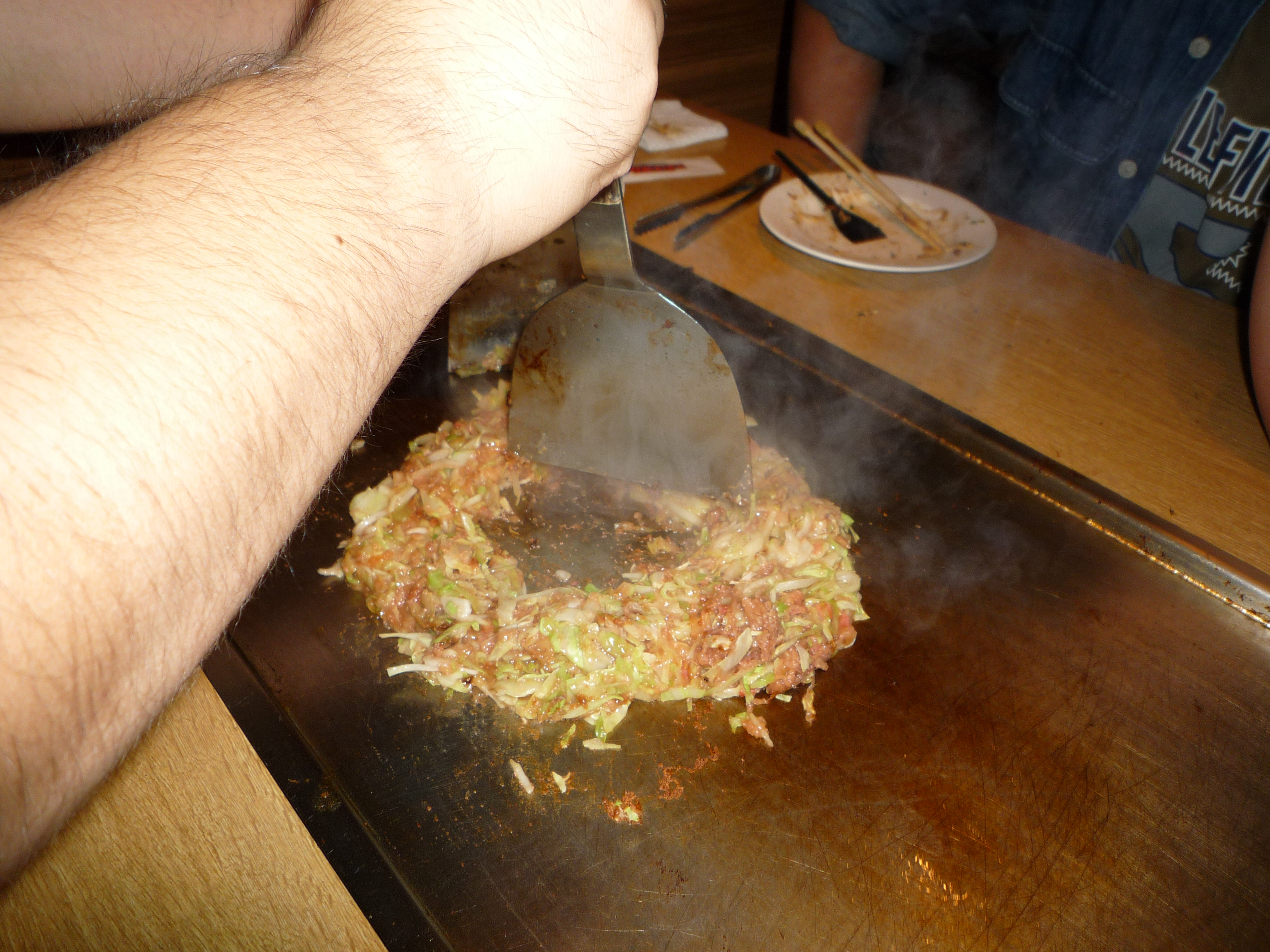
Zubereitung von Monjayaki auf dem Teppan

Monjayaki (japanisch もんじゃ焼き) ist ein japanisches Gericht, das man gesellig im Restaurant isst. Die Zubereitung ist ähnlich wie beim Okonomiyaki: Etwas flüssigerer Teig (Mehl, Yamaimo (Japanische Yamswurzel), Ei, Kohl, Wasser oder Dashi) als beim Okonomiyaki wird mit verschiedenen Zutaten wie Fleisch- und verschiedenen Fischsorten, Gemüse, Omochi, Käse und anderem, auf dem Teppan (heiße Tischplatte) gebraten und anschließend direkt von der Platte gegessen. Zum Essen benutzt man einen kleinen Spatel, ähnlich denen, die man zum Zubereiten von Okonomiyaki benutzt, nur kleiner.
Im Unterschied zu Okonomiyaki ist der Teig viel flüssiger und daher hat Monjayaki nicht die klassische Pfannkuchenform wie Okonomiyaki, sondern ist eher formlos. Beim Essen beginnt man daher auch am Rand, weil da das Monja schneller fertig ist.
Monjayaki stammt aus Tokio und ist daher besonders beliebt in der Region Kantō. In Tsukishima (Stadtbezirk Chūō, Tokio) widmen sich die 70 Lokale einer ganzen Straße (japanisch 西仲通り Nishinaka-dōri, auch Monja Street (もんじゃストリート) genannt) dem Thema Monjayaki (und auch dem Okonomiyaki). Die typischen Okonomiyaki-Restaurants in Japan bieten in ihrem Menü üblicherweise auch Monja an.